# Azelia nebulosa
Azelia nebulosa är en tvåvingeart som beskrevs av Jean-Baptiste Robineau-Desvoidy 1830. Azelia nebulosa ingår i släktet Azelia och familjen husflugor. Arten är reproducerande i Sverige. Inga underarter finns listade i Catalogue of Life.